# Heliconius sara
Heliconius sara is een soort vlinder uit de onderfamilie Heliconiinae.  

## Kenmerken
Het is een kleurrijke soort. De achterste vleugel is zwart met in het midden een grote, metaalachtig blauwe plek, die wordt geflankeerd door twee witte banden op de voorste vleugels. Dit kleurenpatroon lijkt op dat van de Heliconius wallacei, waarvan het verspreidingsgebied overlapt met Heliconius sara, maar die minder ver naar het noorden voorkomt. De onderkant van de vleugels van Heliconius sara is dofbruin tot zwart met bleke banden en kleine, rode vlekken op de voorste rand. De totale vleugelspanwijdte is 55-60 mm.

## Verspreiding en leefgebied
Deze vlindersoort komt voor van Mexico tot in het Amazonebekken, waar ze vaak worden aangetroffen in regenwouden bij de dunne, secundaire begroeiing en bij de randen van de wouden. 

## Leefwijze
Ze voeden zich met de nectar van planten uit de geslachten Hamelia, Lantana, Palicourea en Psiguria. 

## Waardplanten
Zoals andere heliconiusvlinders, zoeken de vrouwen passiebloemen, waarop ze hun kleine, gele eieren leggen in clusters van tien tot vijftig stuks. De waardplanten voor deze vlinders zijn Passiflora auriculata en Passiflora mucronata. De planten bevatten toxines, waar de rupsen resistent tegen zijn. Als de rupsen zich voeden met de bladeren concentreren ze de toxines in hun weefsels. De volwassen vlinders worden zo beschermd tegen predatoren.

## Ontwikkeling
Ze planten zich voortdurend voort, wat meerdere nieuwe generaties per jaar oplevert. Heliconius sara is een van de soorten heliconiusvlinders, waarbij de mannelijke vlinders worden aangetrokken door feromoon die de vrouwelijke poppen uitscheiden. De mannetje concurreren voor de zitplaatsen naast de vrouwelijke poppen en succesvolle mannetjes dwingen de vrouwtjes tot geslachtsgemeenschap als ze uit hun pop kruipen. Mannetjes kunnen ook een gebied patrouilleren om vrouwtjes te vinden die net uit hun pop zijn gekomen. De dieren leven twee tot drie maanden als vlinder, voordat ze sterven.